# Chéri Cherin
Chéri Cherin, pseudonimo di Joseph Kinkonda (Kinshasa, 16 gennaio 1955), è un pittore della Repubblica Democratica del Congo.

## Biografia
Si forma all'Accademia delle Belle Arti di Kinshasa, studiando storia dell'arte occidentale. In quel periodo realizza murales e manifesti per le vie della sua città natale. Si diploma nel 1978.
Cherin è uno dei promotori del Movimento dell'Arte Popolare di Kinshasa, che nasce con la volontà di rappresentare un ponte tra arte, società e persone comuni. I quadri trattano in maniera specifica di povertà, fame, malattie, AIDS, costumi popolari, ingiustizia, differenze sociali, incidenza dei media, cronaca nera.
La produzione di Cherin è caratterizzata dall'utilizzo di colori sgargianti, immagini simboliche e spesso ironiche. Cour des Grands (olio su tela, 128x239,5 cm), un'opera del 2006, rappresenta l'intento comunicativo dell'artista tramite l'utilizzo di simbologie e metafore.
Nel 1993 un'associazione culturale ha organizzato a Kinshasa la prima mostra del Movimento di Arte Popolare, qui Cherin ha vinto come primo premio un pennello d'oro.
Nel 2001 Cherin e altri esponenti del movimento dell'Arte Popolare di Kinshasa hanno dato vita all'Ecole du Congo - AAPPO (Artist Association of Painters of the Popular style) con l'intento di sostenere e promuovere il panorama artistico contemporaneo.
Nel 2003 ha partecipato alla più grande esposizione del Movimento dell'Arte Popolare di Kinshasa, svoltosi a Bruxelles. Nel 2004-2005 ha preso parte alla mostra itinerante Africa Remix, che ha esposto le sue opere, con quelle di altri 80 artisti africani, in città come Düsseldorf, Stoccolma, Parigi, Londra e Tokyo.

## Esposizioni
- 2007-2008 Popular painting from Kinshasa, Tate Modern, Londra.
- 2006-2007 100% Africa, Guggenheim Museum, Bilbao.
- 2005 15 ans de transition, Memlin Hotel, Kinshasa.
- 2005 Peintre populaire congolaise, Museum of Haitien Art, Port au Prince.
- 2004-2007 Africa Remix, Düsseldorf, Londra, Parigi, Tokyo, Johannesburg.
- 2004 Memoires de Lubumbashi, Lubumbashi National Museum, DCR, Solo Show, Gallery Art, Corner, The Hague.
- 2003 Marc Design Gallery, Bruxelles.
- 2001 La Cité dans le peinture populaire, Wallonie-Bruxxelles, Center of Kinshasa.
- 2000 An sichten malerei aus dem Kongo 1990/2000, Museum fur Volkerkunde, Vienna.
- 1999 Quatre peinters congolais, Cultural Center, Gambloux.
- 1993 Solo Show, Wallonie-Bruxelles center of Kinshasa, DCR.
- 1991 Solo Show, French Cultural Center of Kinshasa, DCR.